# Crótalos (instrumento griego)

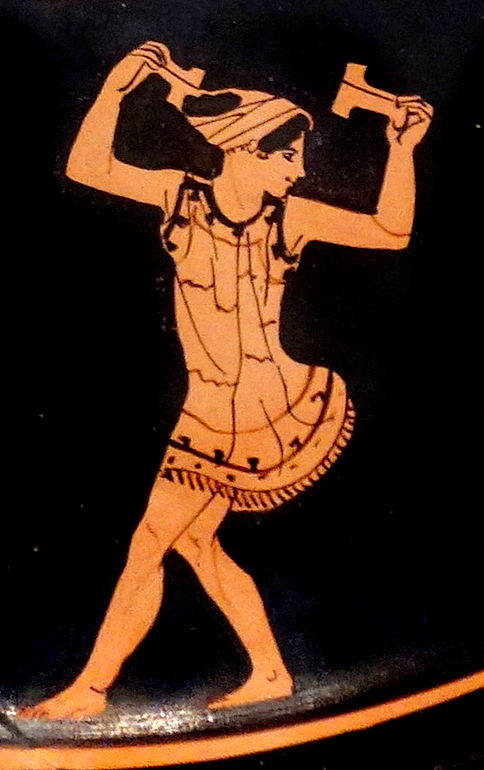
, Ática, del pintor de fiale. Mujer fiale de figuras rojas bailando con crótala (Boston MFA 97.371).

Las crémbalas o castañuelas griegas, (en griego antiguo: κρόταλα ή κρέμβαλα, crotalos) eran generalmente de madera, del tipo idiófono, un tipo de percusión que hoy recibe el nombre de castañuelas. Se usaban en parejas para mantener el ritmo, tanto en bailes como en bodas y festivales. Por lo general, las tocaban mujeres que medían el ritmo golpeando los ritmos con los dedos.

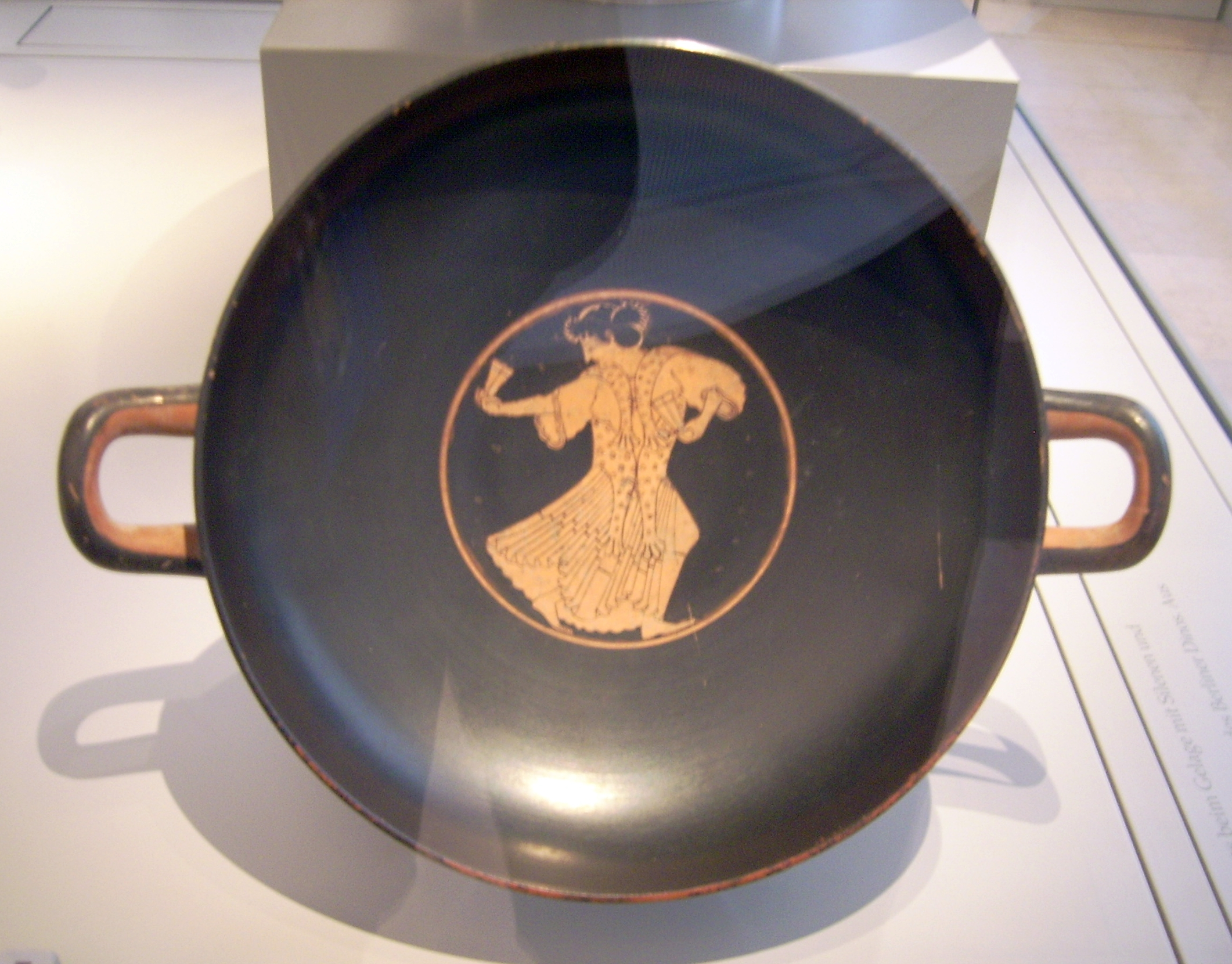
Cílica griega de beber vino con figura roja de ménade danzando con crótalos. Museo Altes de Berlín.

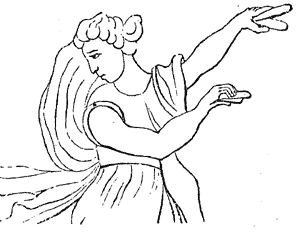
Ilustración tomada del dibujo de un mármol antiguo en la Miscellanea de Jacques Spon, que representa a uno de los crotalistriae actuando.

Los antiguos griegos los obtenían de serpientes de cascabel, y de diversos materiales, como conchas de mar, madera, caña o metal, uniendo libremente en un extremo dos piezas del mismo material. Un cordón de cuero ataba ambas piezas, lo que les permitió abrirse hasta 90 grados. Estas partes también eran cóncavas en su interior, produciendo un sonido más fuerte. 
En el medio de cada sección había bucles de cuero en los que los bailarines cruzaban el pulgar y el dedo medio para sostenerlos y golpearlos rítmicamente y mantener el ritmo durante el baile, mientras también acompañaban con aulós y liras, tanto en celebraciones públicas, como en orgías artísticas, o en honor a Dioniso y Cibeles, como también en fiestas privadas. La iconografía arqueológica muestra mujeres bailando, comediantes masculinos que asistían a las festividades, y sátiros, seguidores de Dioniso.
Este particular instrumento fue popularizado recién en el siglo XX con la aparición de la música flamenca, que tiene sus orígenes en la tradición popular griega. 